# Phà Thủ Thiêm

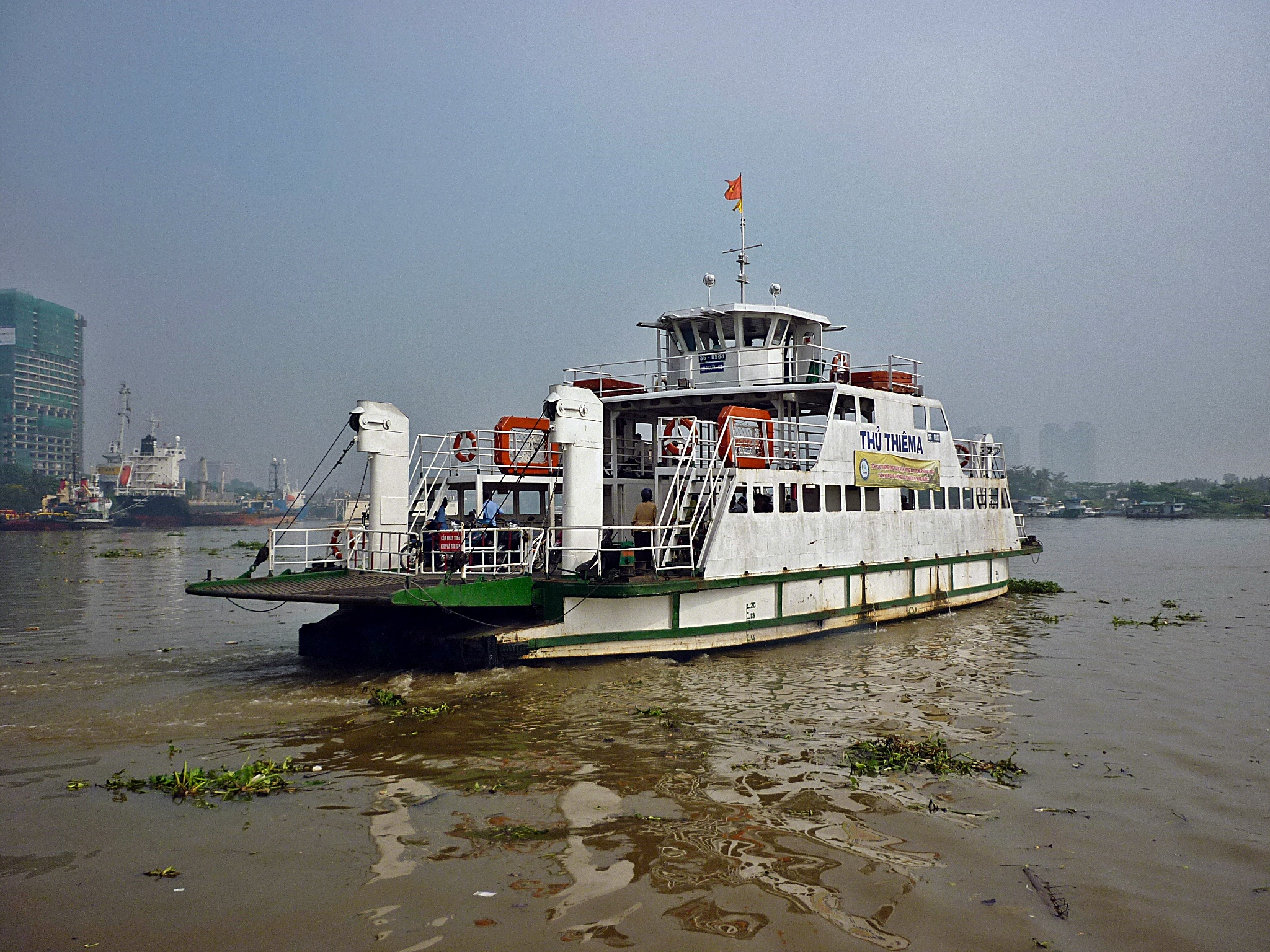
Chuyến phà từ Thủ Thiêm sửa soạn cập bến, ngày 30 tháng 11 năm 2011.

Phà Thủ Thiêm là một tuyến phà đã ngưng hoạt động, từng vận chuyển nối liền hai bờ đông tây sông Sài Gòn, Thành phố Hồ Chí Minh trước ngày 1 tháng 1 năm 2012. 

## Lịch sử

### Hình thành
Bến đò Thủ Thiêm xuất hiện vào khoảng năm 1912. Theo Đại Nam nhất thống chí - Tập 5, dòng 4, trang 78, quyển 27. Tỉnh Biên Hòa, đây là một quyển sách địa lý được soạn bằng chữ Hán dưới triều Tự Đức có đoạn viết về vùng đất Thủ Thiêm: "Ở thôn Giai Quý, huyện Nghĩa An có chợ tục gọi là Thủ Thiêm; trước chợ có sông Bình Giang, đối diện tỉnh Gia Định. Tàu biển, thuyền sông tấp nập, dân sở tại làm nghề chở đò ngang, đò dọc và theo dòng nước đem bán thực phẩm như cá, thịt, rau, quả". (Huyện Nghĩa An, nay là quận 2 và quận 9. Sông Bình Giang tức sông Sài Gòn.) 
Như vậy, có thể nói trước thời Tự Đức nơi đây đã có hoạt động của một bến đò.
Theo PGS TS Tôn Nữ Quỳnh Trân – giám đốc Trung tâm Nghiên cứu đô thị Thành phố Hồ Chí Minh – năm 1911 bến phà Thủ Thiêm mới được "danh chính ngôn thuận" khi lần đầu tiên bến được đánh dấu trong tấm bản đồ Environs de Sài Gòn, tỉ lệ 1/50.000 do chính quyền Nam kỳ vẽ.

### Thủ Thiêm
Theo từ điển Địa danh Sài Gòn, địa danh Thủ Thiêm có từ cuối thế kỷ XVIII. Lúc đó, vùng này còn hoang sơ, có nhiều đình, chùa, miếu thờ, người dân đến sống chưa nhiều. Nhưng đến đầu thế kỷ XX, khi bến đò Thủ Thiêm (nay là phà Thủ Thiêm) xuất hiện, nhiều người kéo đến sinh sống, làm ăn và khu vực này dần trở nên đông đúc. Lúc ban đầu, người ta dùng sức người chèo đò sang sông, về sau dần dần thay thế bằng thuyền máy đuôi tôm

## Hoạt động bến phà

### Nhiệm vụ
Vào khoảng thập niên 60, khi xí nghiệp đóng tàu Caric thành lập, hai chiếc phà có trọng tải 20 tấn (còn gọi là phà hột vịt) được sử dụng. Từ đó bến phà Thủ Thiêm (còn gọi là bến Cây Bàng) chính thức nhận nhiệm vụ đưa khách sang sông cùng song hành với những chuyến đò ngang.

### Các thế hệ phà
Đầu thế kỷ 20, bến phà Thủ Thiêm vẫn chỉ là những chiếc đò chèo, sau nữa mới có ghe máy. Những năm 1930, thế hệ phà máy mới xuất hiện, có thể chở được ôtô thay vì chỉ chở người. Trên cầu dẫn xuống phà có một mâm quay. Xe hơi muốn qua phà đều phải chạy lên chiếc mâm quay này để xoay đầu rồi mới chạy xuống phà. Năm 1964, cầu dẫn vào phà được sửa lại cùng với thế hệ phà máy hiện đại do xưởng Caric ngay cạnh bến phà đóng: bốn chiếc phà hình bầu dục, phà "hột vịt", xe hơi, xe tải, ba gác có thể qua bên Sài Gòn, làm ăn cũng thuận tiện hơn. Những chiếc phà này chở được nhiều khách hơn bây giờ vì có hai tầng (sau năm 1975 sở GTVT thấy phà quá cao, không an toàn khi chạy trong những ngày mưa gió nên cắt bớt chỉ còn một tầng).

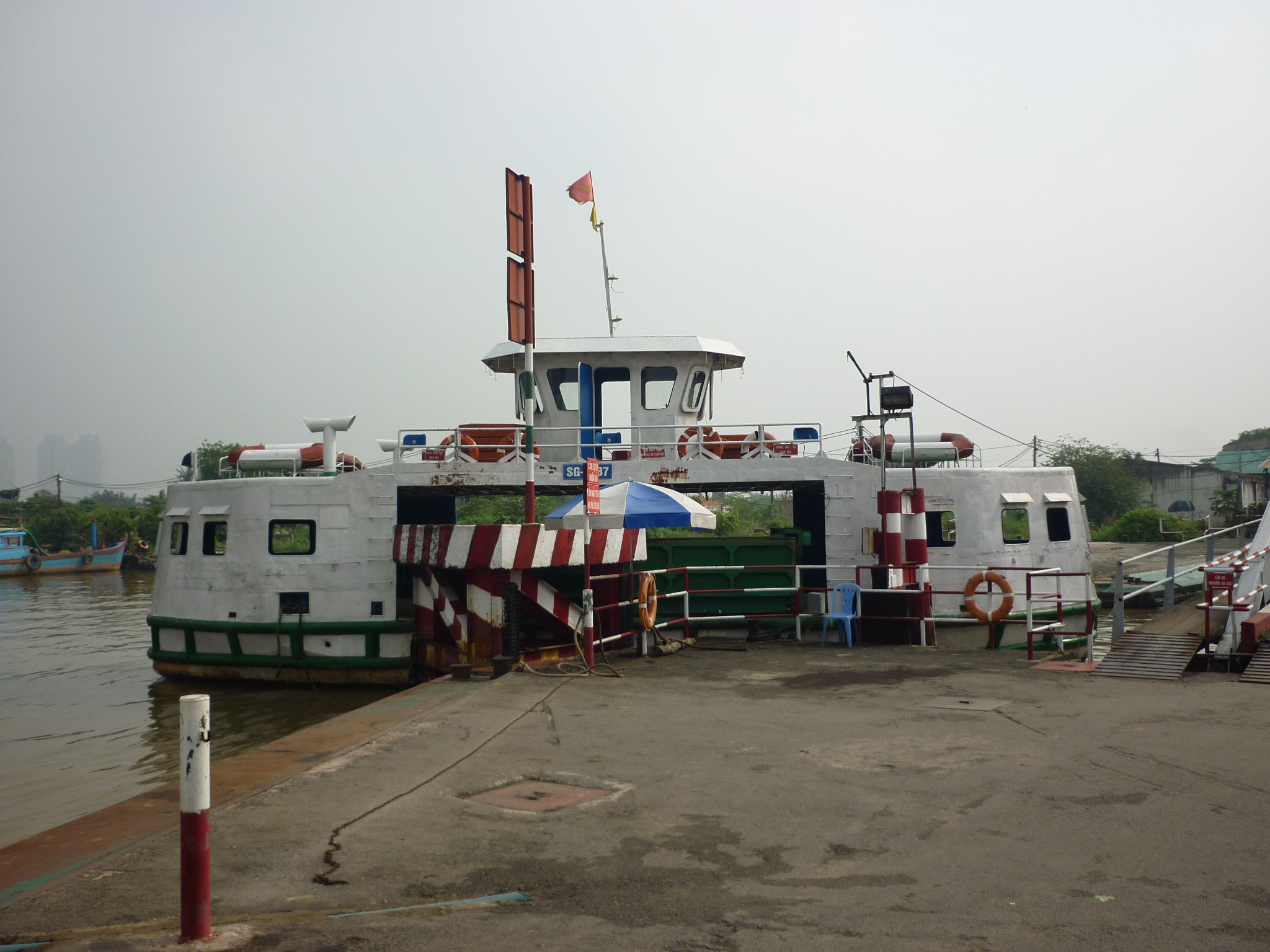
Một trong những chuyến phà cuối cùng phục vụ hành khách trước khi phà Thủ Thiêm ngưng hoạt động

### Nhân viên
Số lượng nhân viên làm việc tại bến phà sau năm 1975 dao động khoảng từ 40 đến 50 người. Năm 2012, có 44 nhân viên làm việc tại phà Thủ Thiêm, có nhiều người đã công tác hơn 20 - 30 năm. Có nhiều gia đình có hơn 2 thế hệ nối tiếp nhau cùng làm việc ở Phà Thủ Thiêm, họ đã xem Phà Thủ Thiêm như ngôi nhà thứ hai của họ.

## Chấm dứt hoạt động
Cùng với sự phát triển kinh tế ngày càng cao và năng động của Thành phố Hồ Chí Minh, cầu Thủ Thiêm và đường hầm vượt sông Sài Gòn hoàn thành, đưa vào sử dụng, đồng thời việc triển khai công tác di dời, giải tỏa để thực hiện dự án khu đô thị mới Thủ Thiêm nên số lượt hành khách qua lại ngang sông tại bến phà đã giảm rất nhiều. Chính vì thế, theo Sở GTVT Thành phố Hồ Chí Minh, từ 0 giờ ngày 1 tháng 1 năm 2012, phà Thủ Thiêm đã chính thức ngừng hoạt động, kết thúc lịch sử gần 100 năm chuyên chở hành khách và hàng hóa qua sông Sài Gòn.